# Regla de Markóvnikov

Reacció d'addició de bromur d'hidrogen a propè. S'observa que el component majoritari de la mescla de productes és el que segueix la regla de Markóvnikov.

La regla de Markóvnikov és una regla empírica emprada per a predir l'orientació seguida per les reaccions d'addició d'halurs d'hidrogen a alquens asimètrics. La regla diu així:
| « | L'hidrogen d'un halur d'hidrogen s'addicionarà a l'àtom de carboni, dels units pel doble enllaç, que dugui més àtoms d'hidrogen, mentre que l'halogen s'addicionarà al carboni menys hidrogenat. | » |
| — | |   |

Aquesta regla fou publicada en diferents treballs, entre els quals destaca un del 1870 pel químic rus Vladímir Markóvnikov.